# Arkhipovka
Arkhipovka (en rus: Архиповка) és un poble de la República de Komi, a Rússia, segons el cens del 2010 tenia 102 habitants.